# キャッチボール屋
『キャッチボール屋』（キャッチボールや）は、2006年の日本映画。大崎章の初監督作品。第18回東京国際映画祭出品。第16回日本映画批評家大賞新人監督賞受賞作品。

## あらすじ
大山タカシ(大森南朋)はある日突然会社からリストラされる。30代、仕事無し、おまけに記憶も失くして、これぞ人生の正念場。「自分が何をしたいのか、分からない」そんな人生大ピンチのタカシが、キャッチボール屋を引き継ぐことになる。先代のキャッチボール屋から渡されたのは部屋の鍵1つと地図。
公園で過ごす日々の中で出会うのは、一癖ある大人たち。甲子園での果たされなかった思いを引きずる謎のサングラスの男（寺島進）、こまめに仕事を探しているおしゃべりな借金取り（水橋研二）、ベンチに座り暇を持て余す体の大きなサラリーマン（松重豊）。さらに、面倒見のいい売店のオバちゃん（内田春菊）や、キャッチボールに息子との思い出を重ねる帽子のおじさん（光石研）、タカシに声を掛けてくる謎のＯＬ（キタキマユ）。
次第に分かる彼らの過去。それぞれに忘れられない思いを抱えて立ち止まっている現在。彼らがタカシとのキャッチボールを通じて、不器用に暖かく心を通わせていく中で、それぞれに新しい一歩を踏み出す勇気を取り戻していく。

## キャスト
- 大森南朋（大山タカシ）
- 寺島進（坂本・サングラスの男）
- 光石研（帽子の男）
- 庵野秀明（先代キャッチボール屋）
- 康すおん（草野球の監督）
- キム・ホジョン（東南アジア系の女）
- キタキマユ（OL）
- 水橋研二（借金取り）
- 松重豊（後藤）
- 内田春菊（売店のおばさん）
- 三浦誠己（山田）
- 峰岸徹（監督）

## スタッフ
- 監督：大崎章
- 脚本：足立紳
- 撮影：猪本雅三
- 照明：松隈信一
- 録音：白取貢
- 編集：宮島竜治
- 美術：松尾文子
- 音楽：SAKEROCK
- 挿入歌：山口百恵「夢先案内人」
- 製作：「キャッチボール屋」製作委員会
- 配給：Bitters End